# Hooikaas
Hooikaas is de kaas die gemaakt wordt van koeienmelk waarbij de koeien met hooi gevoerd zijn, terwijl de koeien in de koude jaargetijden op stal staan. Dit in tegenstelling tot graskaas, waarbij de koeien vers gras hebben gegeten.
Om hooikaas - die een bleke kleur heeft - een gele kleur te geven wordt een kleurstof toegevoegd. In een bron uit 1916 blijkt dat men daar destijds anatto voor gebruikte. In de eenentwintigste eeuw wordt annatto (E160b) nog steeds daarvoor gebruikt.